# Биоразнообразие Косова

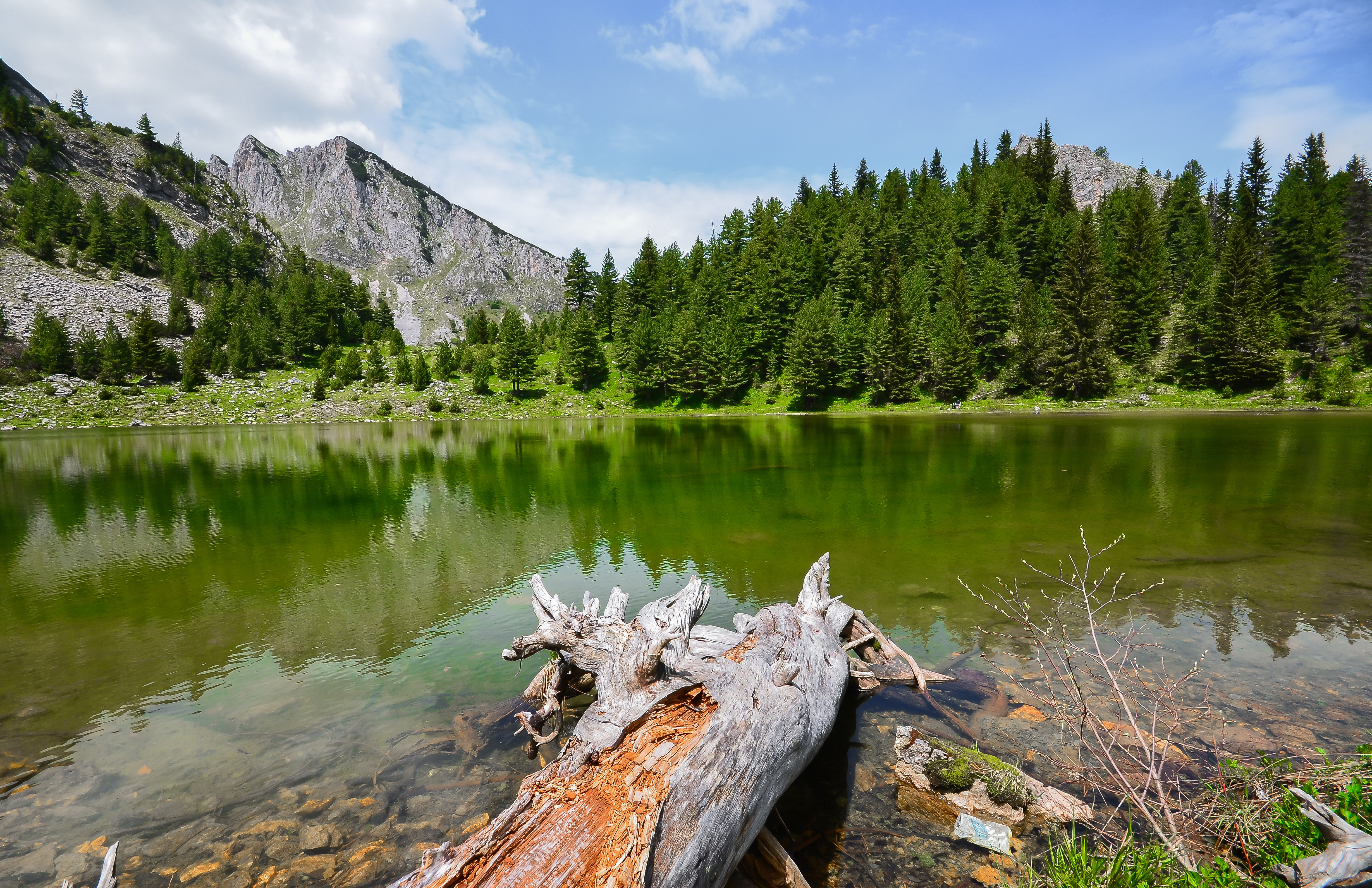
Национальный парк Бьешкет-э-Нямуна

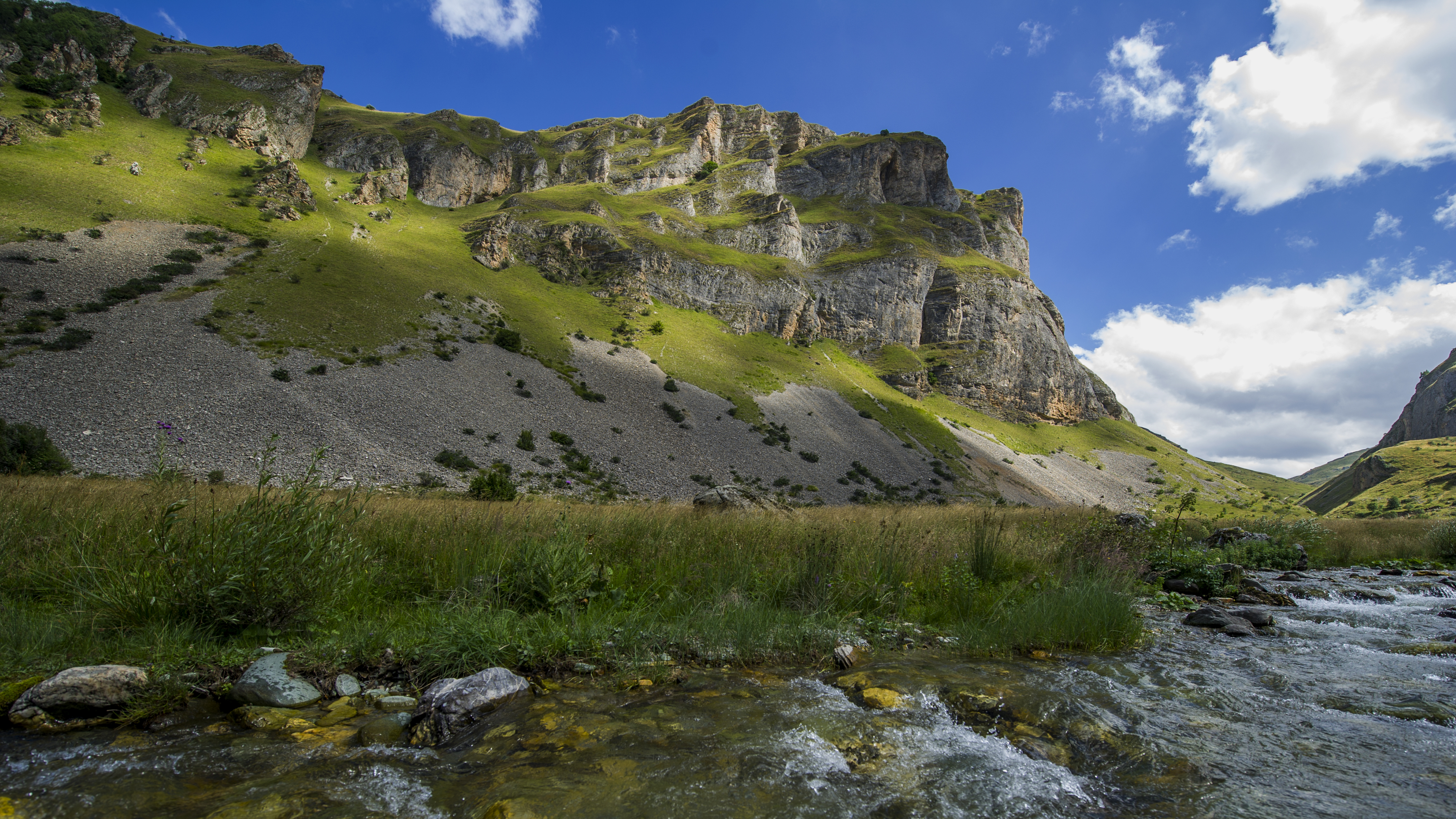
Национальный парк Шар-Планина

Частично признанная Республика Косово[a] характеризуется значительным биоразнообразием и обилием различных экосистем и местообитаний, определяемых климатом, а также геологией и гидрологией. Преимущественно горная страна, расположенная в центре Балканского полуострова и граничащая Черногорией на западе, Сербией — на севере и востоке, Северной Македонией — на юго-востоке и Албанией — на юго-западе.
Большая часть страны географически определяется равнинами Дукаджини и Косова. Он обрамлён вдоль своих границ горным массивом Проклетие на западе и Шар-Планиной на юго-востоке, которые одновременно, с точки зрения видов растений и животных, являются наиболее важными и разнообразными районами страны.
Климат страны представляет собой сочетание континентального и средиземноморского климата с четырьмя различными сезонами. Он в основном определяется своим географическим положением на Балканском полуострове, омывающемся и находящемся под сильным влиянием Адриатического, Эгейского, Чёрного и Средиземного морей.
Леса являются наиболее распространённой природной зоной страны и в настоящее время охраняются отдельными положениями Конституции Республики Косово. Большинство лесов имеет важное значение, потому что они служат убежищем и защитой для сотен видов растений и животных, имеющих национальное и международное значение.

## Флора
Лесная флора Косова представлена 139 отрядами, относящимися к 63 семействам, 35 родам и 20 видам. Это имеет большое значение Балканского полуострова в целом, хотя Косово составляет лишь 2,3 % площади региона, но с точки зрения растительности оно представляет 25 % флоры и около 18 % всей европейской флоры. Ввиду расположения страны в зонесредиземноморского климата в лесах встречаются несколько растений, характерных для субсредиземноморских регионов, в том числе терпентинное дерево (Pistacia terebinthus), дикая спаржа (Asparagus acutifolius), ломонос жгучий (Clematis flammula) и вьюнок мальвы (Convolvulus althaeoides).
Флора и фауна Косова достаточно богаты из-за воздействия климата через долину Белого Дрина. Лесные массивы Шар-Планина являются средой обитания 86 сосудистых растений международного значения, а в массиве Проклетие обитают 128 эндемиков. Флора представлена 139 отрядами, относящимися к 63 семействам, 35 родам и 20 видам. Она имеет значение для всего региона Балкан, хотя территория частично признанного Косова составляет лишь 2,3 % всего Балканского полуострова, с точки зрения растительности оно представляет 25 % флоры Балкан и около 18 % флоры Европы..
Виды растений в лесах Косова, которые не являются исключительными для средиземноморского климата, включают в себя следующие виды:
- Бирючина обыкновенная — Ligustrum vulgare
- Ветреница голубая — Anemone apennina[англ.]
- Хмелеграб обыкновенный — Ostrya carpinifolia
- Граб восточный — Carpinus orientalis
- Лещина древовидная — Corylus colurna
- Форзиция — Forsythia europaea

### Вымирающие виды
В лесах страны есть несколько видов флоры, которые по методологии Косовского агентства по охране окружающей среды считаются находящимися под угрозой исчезновения:
- Нарцисс поэтический — Narcissus poeticus
- Тюльпан Геснера — Tulipa gesneriana
- Купальница европейская — Trollius europaeus
- Лилия албанская — Lilium albanicum
- Graeca lily — Fritillaria graeca
- Гвоздика — Dianthus scardicus
- Wulfenia — Wulfenia carinthiaca
- Тис ягодный — Taxus baccata
- Балканский клён — Acer heldreichii
- Македонский дуб — Quercus trojana
- Вяз малый — Ulmus minor

## Фауна

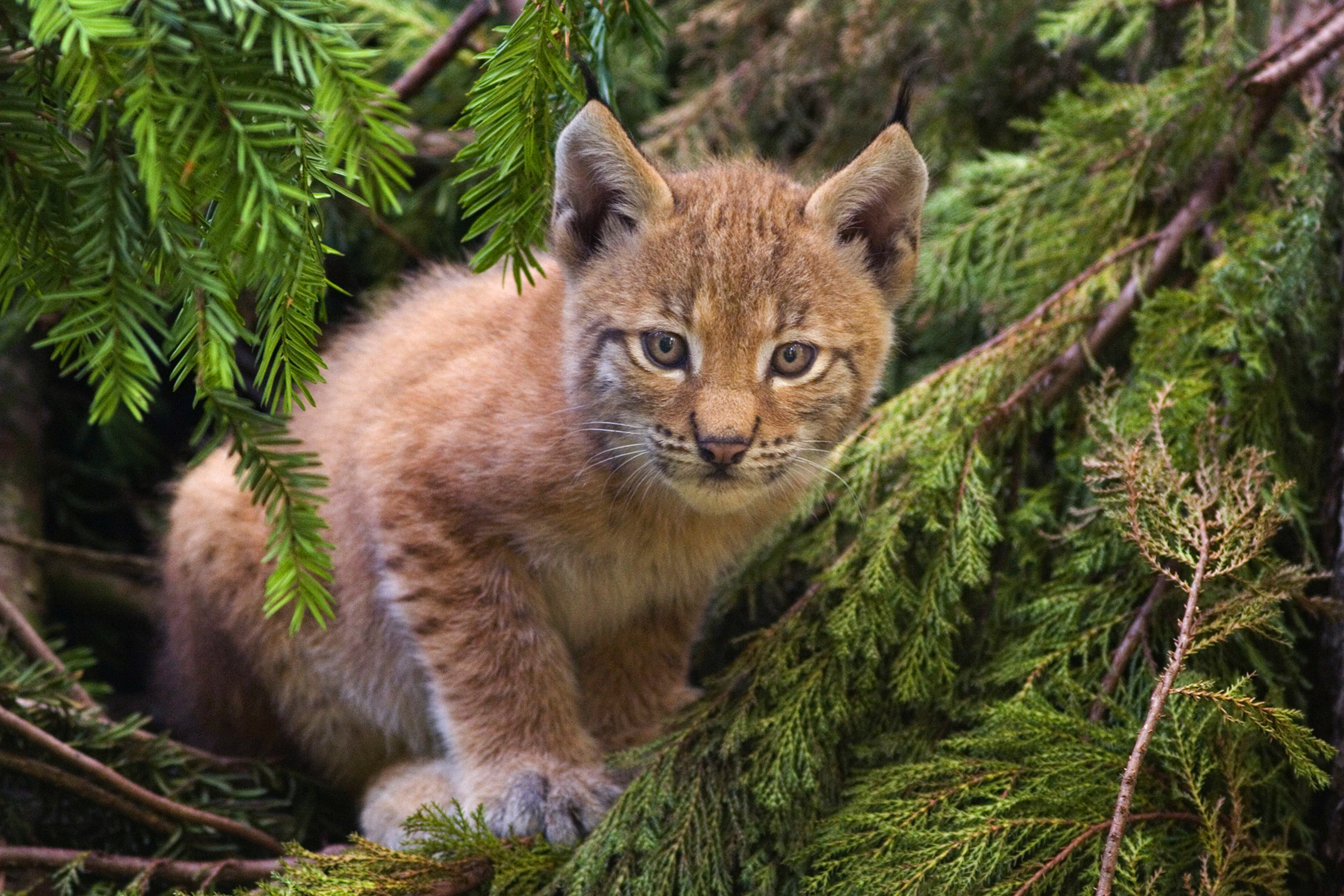
Подвид балканской рыси обитает в Косове

На флору и фауну влияют географическое положение и природные условия страны, которые подходят для проживания некоторых видов животных. На полях и холмах обитают кабаны, олени, кролики, вороны, сороки, скворцы, полевые воробьи, дятлы и горлицы. В горных районах водятся куропатки, перепела, фазаны, белки, аисты, а также многочисленные виды орлов, грифов, ястребов и др. К редким животных относятся бурый медведь, волки, косуля, рыси, дикие и лесные глухари. Медведи в основном водятся в Шарских горах, а также в массиве Проклетие.
Леса имеют большое разнообразие в таких горных массивах, например, такими являются Шар-Планина, Проклетие, Копаоник и Мокра Гора. В Косове имеется 11 природных заповедников, в которых такие виды животных, как:
- Бурый медведь — Ursus arctos
- Обыкновенная рысь — Lynx lynx
- Серна — Rupicapra rupicapra
- Беркут — Aquila chrysaetos
- Глухарь — Tetrao urogallus
- Белый аист — Ciconia ciconia
- Степная пустельга — Falco naumanni
- Носатая гадюка — Vipera ammodytes
- Домовая мышь — Mus musculus
- Соня-полчок — Glis gils